# 熱田神社 (各務原市鵜沼各務原町)
熱田神社（あつたじんじゃ）は、岐阜県各務原市鵜沼各務原町に鎮座する神社。

## 概要
尾張藩側用人及び家老の田宮如雲は、慶応4年（1868年）に農民兵の草薙隊を結成。如雲は草薙隊の訓練の合間に殖産興業のため各務郡鵜沼村の各務野（現・鵜沼各務原町など）の開墾を1868年（明治元年）に計画。各務野の開拓の象徴と開拓祈願の神として熱田神宮の分霊を鵜沼村大伊木区（現・鵜沼大伊木町）に祀り創建。草薙隊は1871年（明治4年）に解散。創建された熱田神社は隊員の一人が受け継いだ。
1887年（明治20年）頃に現在の鵜沼各務原町に移転。1921年（大正10年）には再度移転し、鵜沼村各務原区の氏神となる。この際、玉取神社
、秋葉神社の分霊を合祀する。
1939年（昭和14年）、各務原飛行場の拡張のため現在地に移転。
2002年（平成14年）、鵜沼各務原町3丁目に鎮座する各務原神社が境内に移転。境内社となる。

## 祭神
- 熱田神

## 境内社
- 各務原神社

秋葉神社を合祀